# ايكوبترول
إيكوبترول ، المعروفة سابقًا باسم Empresa Colombiana de Petróleos SA (بالإنجليزية: Colombian Petroleum Co.)‏، لا يجب الخلط بينه وبين شركة النفط الكولومبية المملوكة للولايات المتحدة الأمريكية (COLPET) والشركة الشقيقة لأمريكا الجنوبية الخليجية للنفط (SAGOC) التي يرجع تاريخها إلى الثلاثينيات والتي استولت عليها شركة إيكوبترول المملوكة للدولة في السبعينيات، أكبر وأهم شركة نفط في كولومبيا. نتيجة لنموها المستمر، وتشكل جزءًا من فورتشن غلوبال 500 وحصلت على المرتبة 346. كما وصلت إلى المرتبة 303 في تصنيف سي إن إن المالي لعام 2012. تنتمي الشركة إلى مجموعة من أكبر 25 شركة بترول في العالم، وهي واحدة من أربع شركات بترول رئيسية في أمريكا اللاتينية.

## مساءلة الشركات
حقوق العمال والعنف والإفلات من العقاب في كولومبيا تتناول هذه الوثيقة إضراب عام 2004 في Ecopetrol وعنوان منظمة العمل الدولية (ILO) لمراجعة هذا الإضراب. تنص منظمة العمل الدولية على أنه لم يكن بالإمكان اعتبار الإضراب غير قانوني لأسباب موضوعية وإجرائية وأنه يتعين على الحكومة احترام أمر هيئة التحكيم فيما يتعلق بإعادة العمال. 
التنمية والسلام وحقوق الإنسان في كولومبيا: جدول أعمال تتناول هذه الوثيقة تطوير أول مختبر للسلام. يذكر أن Fundación Ideas para la Paz قد انضمت إلى جانب Ecopetrol لاختبار منهجية تحليل مخاطر ممارسات الممارسات التجارية الحساسة وإدارتها. 
أوكسي وايكوبترول يهاجمان سكان قرية سنترو - بارانكابيرميخا، كولومبيا وفقًا لـ Ecopetrol ، قاموا بإنشاء لجنة وطنية ولجان فرعية إقليمية معنية بحقوق الإنسان والسلام مع الاتحاد العمالي (اتحاد العمال). وقد دربت أنشطتهم العمال على التعايش السلمي وحل النزاعات، مما أدى إلى حل متزايد الفعالية للقضايا المعروضة على اللجنة. في عام 2006 ، أكملت Ecopetrol 35 نشاطًا لتعزيز مشاركتها في حقوق الإنسان. وشملت هذه الأنشطة: 10 حلقات عمل إقليمية عن حقوق الإنسان والتدريب على السلام، وحلقتي عمل للتدريب الأساسي في مجال حقوق الإنسان، و 5 جمعيات إقليمية (و 1 وطنية) للموظفين وعمال السلام، وجمعية دائمة واحدة للمجتمع المدني من أجل السلام، و 13 اجتماعًا اللجنة الوطنية لحقوق الإنسان والسلام، وعضوان باللجنة الفرعية للتدريب في مجال حقوق الإنسان والسلام، ودورة واحدة للحصول على دبلوم في حقوق الإنسان.  
مختبر الحرب: القمع والعنف في أراوكا تناقش هذه الوثيقة انتهاكات أوكسيدنتال لحقوق الإنسان، بما في ذلك اللواء الثامن عشر الذي تم تمويله من قِبل أوكسي والذي اصطدم مع القوات شبه العسكرية والتبرعات النقدية المزعومة للقوات المسلحة الأخرى. 
التغييرات الهيكلية لتحسين حماية البيئة الاجتماعية مقارنة بين التغيرات الهيكلية التي حدثت بسبب Ecopetrol. 
القضايا والحملات الخاصة: التقرير العالمي 1999 تدعي هيومن رايتس ووتش أن إيكوبترول إلى جانب أوكسيدنتال بتروليوم ورويال داتش / شل، لم تتخذ أي إجراء لمعالجة أنباء عمليات الإعدام خارج نطاق القضاء والمذبحة التي ارتكبتها قوات الدولة المكلفة بحماية منشآت الكونسورتيوم. كان رد الشركات هو أن انتهاكات حقوق الإنسان هي مسؤولية الحكومات، ولم تعلن عن أي برامج لضمان عدم ارتكاب مزودي الأمن التابعين لها انتهاكات حقوق الإنسان.  استجابةً لقائمة Ecopetrol لعام 2008 في بورصة نيويورك للأوراق المالية، أصدرت منظمة Amazon Watch البيئية بيانًا صحفيًا حول المخاوف بشأن التزام Ecopetrol غير الكافي بالمسؤولية الاجتماعية للشركات وسوء إدارة المشروعات المثيرة للجدل داخل محميات السكان الأصليين، وبالتحديد التعامل مع السكان الأصليين في U'Wa من شرق كولومبيا.  كما بعثت المجموعة برسالة إلى JPMorgan Chase ،  تتضمن تفاصيل التناقضات بين خطط وأنشطة Ecopetrol الحالية والمطالبات التي قدمتها الشركة في بيانها إلى لجنة الأوراق المالية والبورصة (SEC)  حول عملياتها في احتياطيات السكان الأصليين.

## أنظر أيضا
- خط أنابيب Transandino

## روابط خارجية
- Ecopetrol الموقع الرسمي باللغة الإنجليزية
- الموقع المالي لسوق الأسهم الكولومبية . معلومات حول الأسهم EC باللغة الإسبانية